# Odysseas Dimitriadis
Odysseas Dimitriadis (grec: Οδυσσεύς Δημητριάδης)  (Batumi, 7 de juliol de 1908 - Tbilisi, 28 d'abril de 2005) va ser un pianista i professor de piano rus.
Era un georgià d'origen grec i director d'orquestra soviètica de música clàssica. Durant els seus 70 anys de carrera, Odysseas havia dirigit diverses de les orquestres més importants del món, a més de ser director principal de Geòrgia, l'orquestra estatal de l'URSS i l'orquestra del Teatre Bolshoy. El 1980 va dirigir durant la cerimònia d'obertura i clausura dels Jocs Olímpics d'Estiu de 1980, celebrats a Moscou. Ha rebut nombrosos premis i títols, inclòs l'ambaixador de l'hel·lenisme, artista nacional de la Unió Soviètica i la Medalla d'Or d'Atenes.

## Biografia
Dimitriadis va néixer a Batumi, en la família d'un home de negocis. El seu pare era Aquil·les (va arribar a Batum des de Trebisonda el 1886), i la seva mare era Kalliopi Ephremidi.
No tenia ni cinc anys, quan es va fer visible la passió per la música. Va intentar tocar melodies preferides al piano, sense cap coneixement de la notació musical. Els estudis sistemàtics de música van començar el 1918, quan Odysseas, jove, es va convertir en alumne del gran violinista Tizengausen. Malauradament, Tizengausen va haver d'emigrar. El nou professor també era un gran violinista i compositor: Legher.
El principal problema de la seva joventut era el fet que el seu pare era un "lishents", un home que tenia una propietat privada (totalment prohibida durant els primers anys soviètics). Aquesta va ser la raó per la qual el seu pare va aconsellar a Odysseas que es traslladés a Sukhumi, on el seu germà gran Nikolaos vivia i estava al servei de l'Estat, just després de graduar-se al gimnàs el 1925.
Després d'un any passat a Sukhumi, Odysseas va arribar a Tbilisi, on va entrar al conservatori.

## Cronologia
- 1926-1930 - va estudiar al conservatori de Tbilisi. Classe de teoria musical i composició.
- 1930-1933 - es va convertir en professor titular de la universitat musical de Sukhumi.
- 1933-1936 - va estudiar al conservatori de Leningrad. Classe de direcció d'Aleksandr Gauk i Ilya Musin.
- Dimitri Mitropoulos - "un dels més grans directors del món", tal com havia expressat Xostakóvitx, va venir a Leningrad per dirigir deu concerts. Odysseas va obtenir la influència i la inspiració més importants.
- 1937-1965 - director principal del Teatre d'Opera i Ballet de Zakharia Paliashvili a Tbilisi. Professor del Conservatori de Tbilisi.
- 1958 - Es va distingir amb el títol d'Artista Popular de l'URSS
- 1959 - va visitar Grècia com a cap de l'organització de les relacions culturals de l'URSS - Grècia. Va conèixer els seus germans i germanes, que havien emigrat a Grècia 30 anys abans.
- 1965-1973 - director principal del Teatre Bolxoi. Es va fer mundialment famós, ja que l'Orquestra Estatal de la URSS, sota el seu lideratge, fa una gira internacional. Al mateix temps, era professor del Conservatori de Moscou.
- 1973: va tornar a Geòrgia. Fins a la jubilació el 1991 va ser el director principal de Geòrgia, a més de professor del Conservatori de Tbilisi.
- 1980 - Va rebre l'honor de dirigir durant les cerimònies d'obertura i clausura dels Jocs Olímpics d'estiu del 1980, celebrats a Moscou.

## Activitat internacional
Després de la revolució de 1974 a Grècia, Odysseas Dimitriadis va visitar anualment la seva pàtria històrica. A Grècia, va dirigir diferents orquestres, va establir relacions internacionals. Va prendre una part molt important en la propaganda de compositors grecs, com Manolis Kalomiris, Spyridon Samaras, Antiochos Evangelatos i Mikis Theodorakis en l'escena internacional.
El 9 d'abril de 1989, l'alcalde d'Atenes Miltiadis Evert, va honrar Odissea amb una medalla d'or d'Atenes. El 1998 se li va atorgar la distinció honorífica "Ambaixador de l'hel·lenisme".
Durant la seva carrera de set dècades, Odysseas va dirigir més de cent orquestres de diferents continents.

## Últims anys
El mestre Dimitriadis va passar els seus darrers anys tant a Atenes com a Tbilisi. Va fer rares actuacions i aparicions públiques (sobretot a Tbilisi, amb Djànsug Kakhidze).

El 28 d'abril de 2005, Dimitriadis, de 97 anys, va morir a casa seva a Tbilisi. Va ser enterrat amb honor a prop del teatre de l'Òpera i Ballet de Tbilisi, a la principal avinguda de la ciutat. El primer ministre i ministre de Cultura, Costas Karamanlis, va dir en un comunicat que Odysseas Dimitriadis 
| « | va tenir el privilegi únic en la seva llarga vida de parlar amb el llenguatge intercultural de la música al cor dels pobles de l'aleshores Unió Soviètica, de Grècia i Geòrgia. | » |